# Laura Pichardo Romero
Laura Pichardo Romero (Niebla , Huelva, 17 de febrero de 1962) es una política española del Partido Socialista Obrero Español. Fue alcaldesa de Niebla durante 12 años, desde el 2 de diciembre de 2011 hasta las elecciones municipales de 2023. Esta casada pero no tiene hijos.

## Biografía
Nació en Niebla el 17 de febrero de 1962, cursó sus estudios de Bachillerato y COU y con 33 años se convirtió por primera vez en concejala del municipio tras las elecciones municipales de 1995 durante la etapa socialista del alcalde Eduardo González Moreno. Posteriormente, revalidó su acta de concejala en las elecciones municipales de 1999 a la vez que compaginó su concejalía con el cargo de diputada provincial en la Diputación de Huelva dentro del área de la Mujer hasta 2003.
A partir de las elecciones municipales de 2003 el Partido Socialista Obrero Español de Andalucía perdió su histórica mayoría absoluta, pero Pichardo continuó ejerciendo como concejala en la oposición tras el pacto alcanzado entre el Partido Andalucista y el Partido Popular que llevó al andalucista Francisco Viejo Delgrado a convertirse en alcalde del municipio.
Ocho años más tarde consigue la victoria del PSOE en Niebla con 5 concejales tras las elecciones municipales de 2011, sin mayoría suficiente, aunque se convierte en alcaldesa como consecuencia de una moción de censura acordada con el Partido Andalucista el 2 de diciembre de 2011.
Durante varios mandatos Laura Pichardo consigue la reelección como alcaldesa permaneciendo en el cargo doce años así como la presidencia de la Mancomunidad de Servicios de la Provincia de Huelva (MAS) y su instrumental GIAHSA desde marzo de 2016 hasta 2023.
Tras las elecciones municipales de 2023 Pichardo es desbancada después de que ganase por primera vez en el municipio el Partido Popular liderado por Joaquín Molina, por lo que Pichardo decidió renunciar al acta de concejal.
En la actualidad es secretaria de Aguas del PSOE de Huelva desde 2021 y además continúa ejerciendo como secretaria general del PSOE de Niebla desde 2007.